# Route principale 25 (Suisse)
Pour les articles homonymes, voir H25 et Route 25.
La Route principale 25 est une route principale suisse reliant Lenzburg à Arth. 

## Parcours
- Lenzburg
- Cham
- Zoug
- lac de Zoug
- Arth